# Alianța Social Democrată
Alianța Social Democrată (ASD) a fost o alianță politică creată la 1 iulie 1993, în jurul Partidului Democrat. Aceasta propunea formarea unei noi mișcări social-democrate de centru-stânga, care să se distanțeze de trecutul comunist și de socialismul proletar, asociate cu Frontul Democrat al Salvării Naționale (care era partidul de guvernământ de atunci al României), respectiv cu succesorul acestuia, Partidul Democrației Sociale din România. Scopul era unirea forțelor partidelor social-democrate. Partidul cu care a fost inițial întemeiată alianța a fost Partidul Social Democrat Tradițional. Se dorea o strategie politică comună la următoarele alegeri locale și parlamentare.
Partidul Democrat era singurul partid parlamentar din această alianță, având 18 senatori și 43 de deputați, locuri câștigate în urma alegerilor parlamentare din 1992. 

Vechea siglă a Partidului Democrat

Alianței i s-au alăturat Partidul Democrat al Muncii și Partidul Republican Român. Coaliția nu a avut un succes semnificativ. Partidul Democrat al Muncii a fost absorbit de PD pe 24 octombrie 1994, în cadrul Convenției Naționale de la Cluj, iar celelalte două au părăsit ulterior alianța.
Alianța a fost totuși benefică pentru consolidarea PD-ului în zona de centru-stânga. În 1995 a fost înființată Uniunea Social Democrată (USD), o alianță cu Partidul Social-Democrat Român condus de fostul deținut politic Sergiu Cunescu, care va guverna România în perioada 1996-2000, alături de Convenția Democrată Română. 